# Loxofidonia bareconia
Loxofidonia bareconia là một loài bướm đêm trong họ Geometridae.